# Swansea, South Carolina
Swansea är en ort i Lexington County i delstaten South Carolina, USA.